# 筑豊炭田

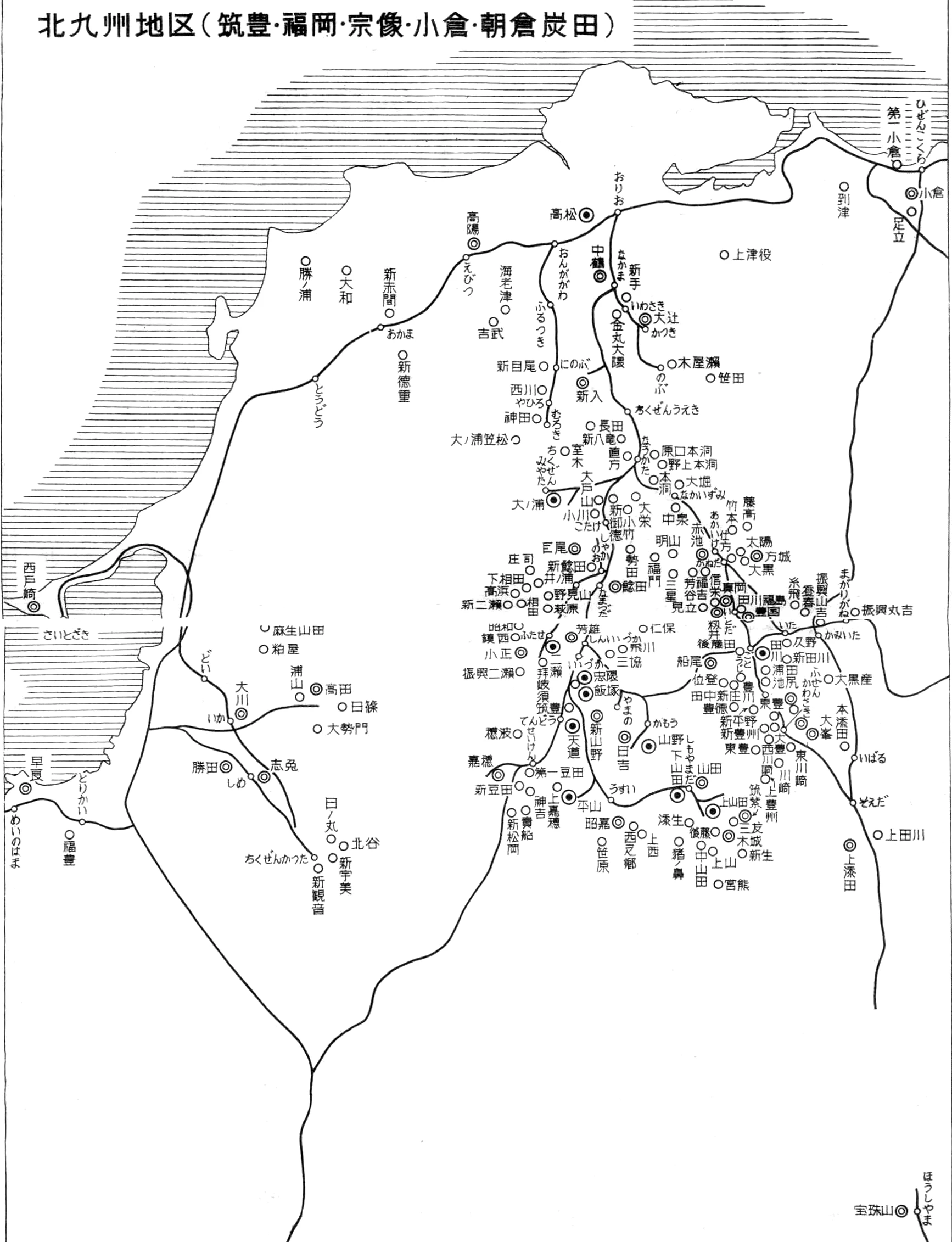
北九州の炭鉱地図 1955年

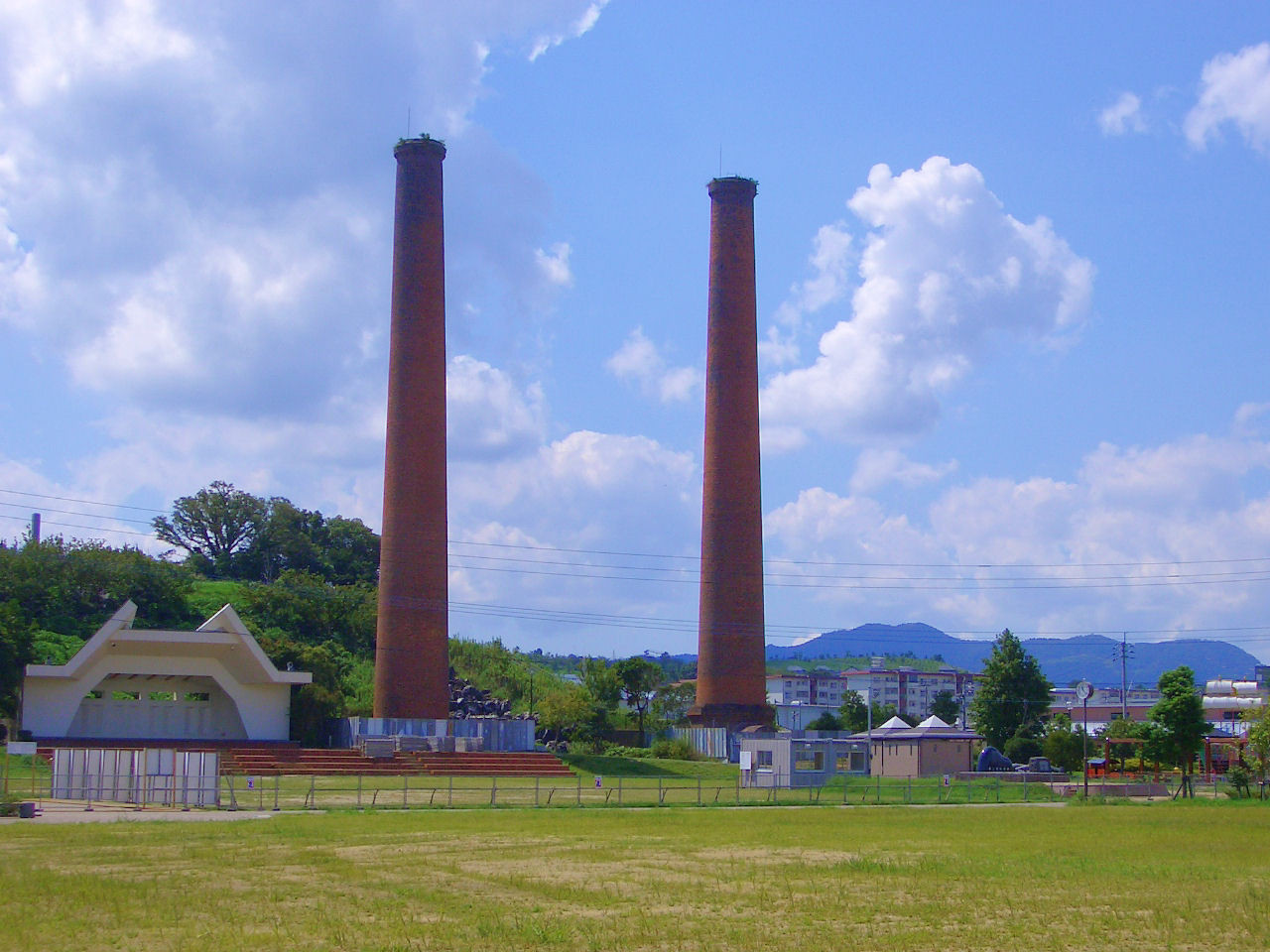
三井田川炭鉱大煙突

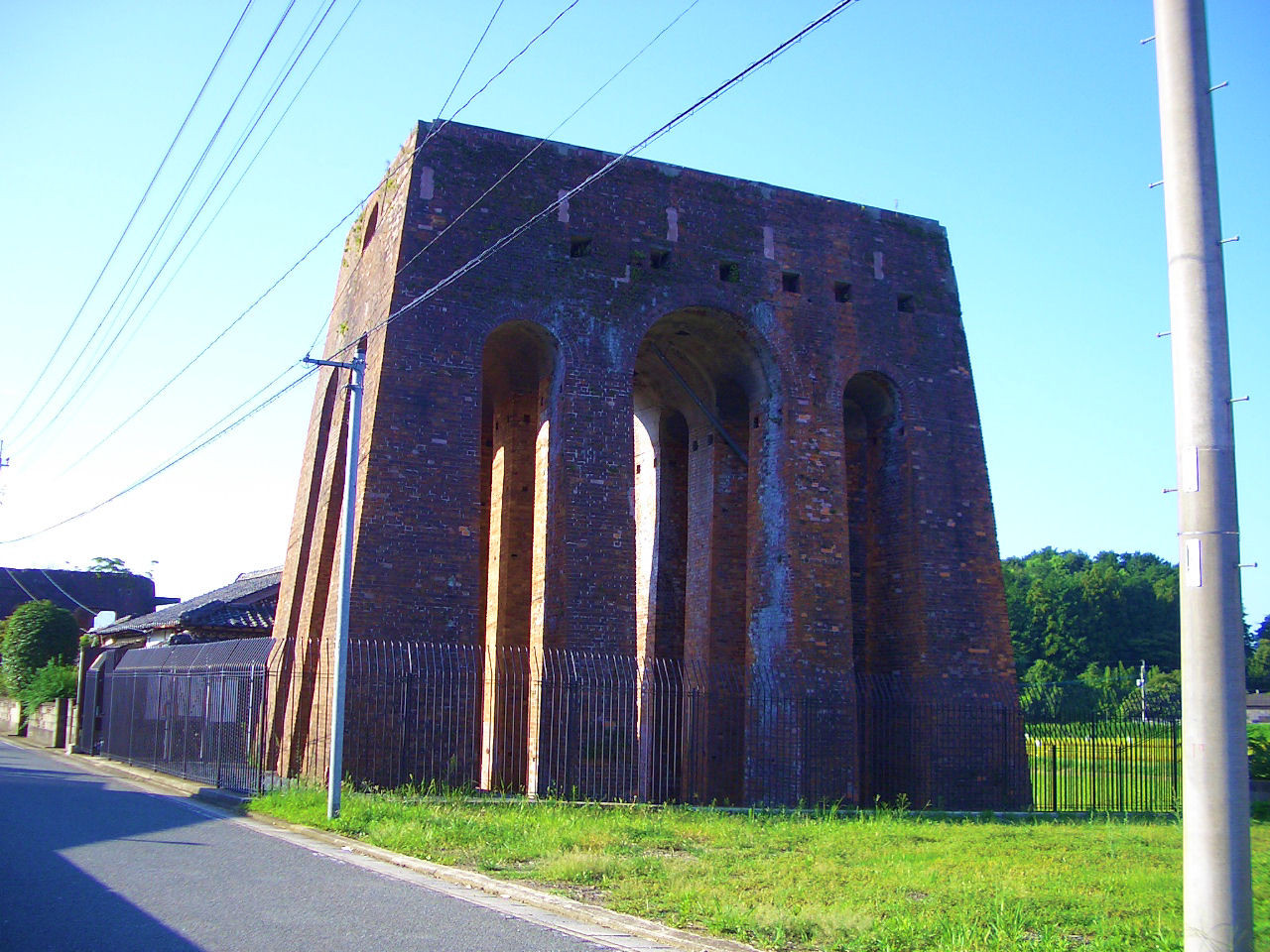
三菱飯塚炭鉱巻き揚げ機台座

筑豊炭田（ちくほうたんでん）は、福岡県の北九州市、中間市、直方市、飯塚市、田川市、山田市（現嘉麻市）と遠賀郡、鞍手郡、嘉穂郡および田川郡の6市4郡にまたがる、かつての日本の主要な石炭の産地である。殖産興業の推進、八幡製鐵所の設立などを背景に財閥企業・大手資本が進出し、炭田の開発は急速に伸び、全国石炭の半分以上を掘り出したこともあるなど、戦前は国内最大の炭鉱地帯だった。

## 炭田の存在した地域
炭田は遠賀川、嘉麻川、穂波川、彦山川及び犬鳴川の流域に広がっていた。東は福智山から香春岳に連なる山脈に、西は孔大寺及び三郡山脈、南は熊ヶ畑山を構成する花崗岩に限られ、北は響灘に面し、面積は約787平方kmを占めていた。
筑豊という名称は、またがる地域の旧国名である筑前と豊前の頭文字をとったもので、明治時代以降、炭鉱地域と石炭を背景に新しく生まれた概念である。
筑豊地域の西側に隣接する糟屋郡にも炭田があるが、これは糟屋炭田と呼ばれ、筑豊炭田とは別の炭田である。ほか、南側の朝倉郡にも小規模な朝倉炭田が存在した。

## 歴史

### 江戸時代まで
室町時代の中期頃に地元（現在の北九州市八幡西区香月地区）住民が石炭を発見し、薪より効率の良い燃料として用いていたとされる。江戸時代中期（西暦1700年代）頃から製塩において燃料として石炭を用いるようになったため、当時の小倉藩と福岡藩は域内の石炭採掘・輸送・販売を藩の管理下に置き、炭鉱の開発を進めた。

### 戦前
徳川幕府が倒され明治政府による統治が始まると産業革命期に入り、1872年（明治5年）に鉱山解放令が公布され、明治政府や民間人により炭鉱開発が急速に進められた。1901年に操業開始した八幡製鐵所（現・日本製鉄八幡製鐵所）の操業開始により、さらに需要が増加し、生産量が増大した。また、八幡製鐵所の建設開始とほぼ同じ頃から財閥が炭鉱開発に参入している。こうして、戦前では日本最大規模の産炭地に成長した。1913年2月6日、嘉穂郡穂波村の二瀬炭鉱中央磐坑で炭塵爆発が発生し、中にいた124名中、女性18名を含む103名が犠牲となる事故が起きた。

### 戦後
第二次世界大戦後も長い間、炭田としては日本一の石炭産出量を誇っていた。しかし、1951年（昭和26年）7月の集中豪雨、1953年（昭和28年）の西日本大水害の豪雨と、立て続けに中小の炭鉱が浸水。特に西日本大水害では、遠賀川が決壊するなどして大きな打撃を受けた。また、1950年代後半からはエネルギー革命が進展。エネルギー源の主体が石炭から石油に移行し、効率の良い炭鉱を開発し低効率の炭鉱を廃止する政策（スクラップ・アンド・ビルド政策）が進められたことで、1959年（昭和34年）に産出量日本一の座を石狩炭田に明け渡して急速に衰退が進んだ。筑豊の炭鉱は第二次世界大戦中の濫掘や設備酷使などにより炭鉱の疲弊が進み、新鉱を開発できる余地が少なく、1976年（昭和51年）の貝島炭礦（宮田町）の閉山をもって、すべての炭鉱が閉山した。
1960年代には大手企業の炭鉱が閉山した後、地元で新たに採炭企業（第二会社）を設立し従業員を再雇用して採炭を続けた例もあったが、いずれも長続きせず、5から10年程度で再び閉山となった。

## 輸送手段
江戸時代から明治大正時代は遠賀川水系を利用し、五平太船（川艜 / かわひらた）と呼ばれる川船で石炭を輸送していた。川艜は一艘で5トンから6トンの石炭を輸送でき、浅瀬の多い遠賀川でも使えるよう、底が浅くて幅が広かった。行きは流れに乗って川を下るが、帰りは船頭が浅瀬を歩き、流れに逆らって人力で船を上流まで曳きあげる重労働であった。遠賀川にその数8000艘とも云われ繁栄したが、明治末期からは大量高効率輸送のため鉄道の敷設が進められて、川艜も次第にすたれ、1939年を最後に廃絶した。現在、川艜は一艘が折尾高校で保存されている。
しかし、鉄道も閉山によってその役割を失い、国鉄線の多くが廃線となった。伊田線・糸田線・田川線は平成筑豊鉄道（第3セクター）に転換された。

## 人口の増大と減少
筑豊炭田により、筑豊地域や遠賀・北九州地域では人口が増大した。しかし、現在は筑豊炭田の衰退または筑豊炭田を後背地とした重工業の衰退により、いずれの地域も減少した。
- 北九州市 - 約1,070,000人（1979年）→956,243人（2016年10月1日現在）
- 飯塚市（当時） - 107,467人（1955年）→約80,000人（2006年3月25日合併前の数値）
- 田川市 - 102,755人（1963年）→48,511人（2018年3月9日現在）
- 直方市 - 64,479人（1985年）→57,056人（2018年2月現在）
- 山田市（当時） - 39,563人（1959年）→11,007人（合併による消滅前）

## 代表的な炭鉱
- 日鉄鉱業（開鉱当時は八幡製鐵所直轄）
  - 二瀬鉱業所：高雄一鉱・幸袋町、高雄二鉱・二瀬町、中央鉱・穂波町、潤野鉱・鎮西村（いずれも、現・飯塚市）、稲築鉱・稲築町（現・嘉麻市）
  - 嘉穂鉱業所：上穂波鉱・筑穂町、大分鉱・筑穂町（いずれも、現・飯塚市）
- 三菱鉱業
  - 方城：方城町（現・福智町）
  - 飯塚：穂波町（現・飯塚市）
  - 鯰田：飯塚市
  - 上山田：山田市（現・嘉麻市）
  - 新入：鞍手町
- 三井鉱山
  - 田川：田川市
  - 山野：稲築町（現・嘉麻市）
- 住友石炭鉱業
  - 忠隈：穂波町（現・飯塚市）
- 古河鉱業
  - 目尾（しゃかのお）：飯塚市
  - 大峰：川崎町・大任町
  - 下山田：山田市
- 日本炭礦
  - 高松：水巻町
- 貝島炭礦
  - 大之浦：宮田町（現・宮若市）
- 明治鉱業
  - 平山：桂川町
  - 赤池：赤池町（現・福智町）
- 麻生炭鉱
  - 綱分：庄内町（現・飯塚市）
  - 吉隈：碓井町（現・嘉麻市）・桂川町
- 大正鉱業
  - 中鶴：中間市

このほかに中小炭鉱業者も数多く存在した。

## 閉山後
炭鉱の閉山後は、自治体の財政基盤が失われるとともに多数の失業者が発生し、人口の流出も生じた。しかし、筑豊は北海道の山奥のように閉山が地域コミュニティの消滅を意味することは無く、そのまま炭鉱住宅に住み続けることができたため、大都市への転居や再就職活動を行わずに生活保護を受給する者が多く見られた。1960年代後半、1000人当たりの生活保護受給者数が全国平均14.5人であったのに対し、筑豊地域全体では124.1人、炭鉱町として代表的な糸田町は302.4人と突出する傾向が見られた。この傾向は半世紀以上経過した現代でも続いており、2022年においても筑豊地方の自治体である嘉麻市、田川市、飯塚市は福岡県内で最も生活保護受給率が高い。
北九州工業地帯に近い地の利を活かし、炭鉱跡地を造成して工業団地とし、工場を誘致して産業の育成を図っているが、依然として失対事業などに頼る面もある。麻生セメントに見られるように炭鉱からセメント業に転進した企業もある。
また、同炭田一帯は一帯の土壌が石炭採掘、加工などによって汚染され、農業にも適さなくなっていることが一層産業の転換を困難にさせている。一部の地域では土壌の改良を行った上で、蔬菜、果樹、花卉などの栽培が推進されている。
飯塚市や桂川町の福北ゆたか線沿線では、同線の電化に伴いスピードアップが図られ、この一帯は福岡都市圏近郊のベッドタウンとして宅地化が進められている。
歴史的資料の保存としては、直方市・田川市・宮若市では石炭を専門に扱った博物館・資料館を開設している。また、これ以外にも飯塚市の住友忠隈炭鉱のボタ山、飯塚市幸袋の炭鉱王・伊藤伝右衛門の邸宅などがある。